# Albert Van Mechelen
Albert Van Mechelen est un artiste belge né à Roulers le 30 janvier 1877 et mort à Bruxelles en 1937.

## Travaux
- Portrait de J.S., aquarelle, 25 x 20 cm, voir en ligne.